# Liên Chung
Liên Chung là một xã thuộc huyện Tân Yên, tỉnh Bắc Giang, Việt Nam.
Xã Liên Chung có diện tích 12,76 km², dân số năm 1999 là 6808 người, mật độ dân số đạt 534 người/km².
Là một xã trung du cách xa trung tâm huyện lị khoảng 8 km về phía nam, xã nằm bên bờ sông Thương phía đông giáp huyện Lạng Giang, phía Nam giáp xã Quế Nham, phía Bắc giáp xã Hợp Đức, phía tây giáp xã Việt Lập và thị trấn Cao Thượng.
Đơn vị hành chính: xã gồm 10 thôn: Liên Bộ, Lãn Tranh 1, Lãn Tranh 2, Lãn Tranh 3, Hậu, Sấu, Bến, Nguộn, Xuân Tiến, Hương.
Tên trước kia là xã Hòa Bình sau này được đổi tên thành xã Liên Chung.
Trung tâm xã nằm trên đồi Mỏ Phượng, thuộc địa phận thôn Sấu. Xã có chợ phiên họp vào các ngày 1, 3, 6, 8 âm lịch, là điểm giao thương, trao đổi hàng hóa của bà con trong xã cũng nhưng những xã lân cận.
Địa danh nổi tiếng: Có sông Thương bên đục bên trong, Sông Thương nước chảy hiền hòa/ Núi Dành chót vót ấy là Liên Chung. Khu du lịch sinh thái tâm linh Núi Dành(di tích lịch sử văn hóa cấp tỉnh), Đình Vường(di tích lịch sử văn hóa cấp quốc gia), chùa Không Bụt (di tích lịch sử văn hóa cấp tỉnh), đình chủa Liên Bộ, Lãn Tranh (di tích lịch sử văn hóa cấp tỉnh), đò Mom.
Đặc sản nổi tiếng: Nem chạo Liên Bộ nổi tiếng khắp vùng một món ăn không thể thiếu trong các dịp lễ tết cưới xin, hành tím Liên Chung.
Di sản phi vật thể: Hát ống hát ví đang được được phục dựng với nhiều giá trị độc đáo.